# Суча дочка
«Суча дочка» — жіночий роман української письменниці Валентини Мастєрової про долю української жінки ( з автобіографічними елементами).Події у творі розгортаються протягом 1970—1990-х рр.

## Історія створення
Твір написано в м. Мена протягом листопада 1996 — травня 2000 року. Як пояснює сама письменниця, під час написання роману, в її житті була особиста драма. Валентина Мастєрова перебувала на межі самогубства.
Роман «Суча дочка» номінувався на Шевченківську премію 2007 року.
Перевидання твору «Суча дочка» у видавництві «Клуб сімейного дозвілля» 2015 року є третім.
До «Сучої дочки» Валентина Мастєрова писала малу прозу. Як перейшла на велику розповіла:

Поїхала на з'їзд Спілки письменників у Київ. Це були 1990-ті. — По телевізору йшла «Просто Марія». Старші письменники ображалися, що люди почали сміття дивитися, читати дешеві еротичні романи, а на їхні книжки ніхто не звертає увагу. Народ був голодний на сміття, бо такої легкої літератури ми не мали. Юрій Мушкетик зі сцени всіх заспокоїв: та напишіть ви свою «Марію» і нехай вас читають. Я приїхала додому й задумалася: про що б написати. Почала граючись, легко. Потім роботу припинила, бо зрозуміла, що нездатна писати несерйозне. Стала збирати матеріал — молитви, замовляння. Їздила по знахарях. Одна знайома могла діагноз руками ставити. Коли приходила до неї, вона казала: коли ти поруч, наші кольори змішуються і виходить бузковий — він лікує людей. Три роки написаний текст лежав у столі. Боялася комусь показати.

Коли колишні земляки авторки з неіснуючого села Сивки Чернігівського району стали читати в газеті «Сучу дочку», написану на основі біографічних фактів, то з приємністю почали впізнавати в романі своє село та себе в героях твору. Відтак, порадившись, поїхали в Чернігів до письменниці з пропозицією.
З 2009-го року односельці Валентини Мастєрової збирали гроші на знімання фільму за її романом «Суча дочка». За рік зібрали майже 4 тисячі гривень.

Раніше друкувала роман у районній газеті. Так він став — популярний, — розповідає письменниця. До 2013 року працювала головним редактором газети Чернігівського району «Наш Край». — Мої колеги, прості люди почали нести по гривні, по дві, по три. Хтось знайомих підключив, десь бібліотекарі зібралися. Одні цілим селом 400 чи 500 гривень перекинули. Відгукнулися тільки бідні. Держава не зацікавилася. Я вирішила, нехай ці гроші підуть комусь на добро. Подивилася по телевізору передачу про Стаса Ушка, хворого на лейкемію. Талановита, розумна дитина, без батьків. Передала йому гроші. В інтернеті люди звинувачують мене, що невідомо де ділися кошти, — Валентина Миколаївна показує банківські платежі про перерахування майже 4 тисяч гривень в обласну дитячу лікарню.

## Сюжет
Історія починається, коли дві дівчини, Люба та Олена, виїжджають із села, щоб влаштувати «нормальне життя». Однак перша завагітніла й хоче позбутися дитини. Натомість друга забирає її сина собі й повертається до батьків знеславленою, проте й досі цнотливою. Вона дає ім'я хлопчикові — Іван.
Олена починає працювати в колгоспі, і про міське життя можна було й не мріяти. Однак до села приїжджає Володимир, молодий журналіст із Києва, аби зробити матеріал про місцевий колгосп. Він закохується в Олену й називає свою статтю «Польова царівна». Через деякий час пара одружується проти волі батьків хлопця і живе в гуртожитку на околиці столиці. Сімейне життя стає нестерпним, і чоловік покидає Олену, відмовившись від доньки, яка народжується вже після розлучення. Жінка називає її Марією на честь Матері Божої, яка прийшла їй у видінні під час вагітності.
Олена з двома дітьми переїжджає в село Вербівка подалі від колишнього чоловіка й оселяється у місцевої знахарки Степаниди. Жінку селяни вважають відьмою й прозивають Партизанкою (адже та допомагала їм під час Другої світової війни). Працює Олена в місцевому колгоспі, голова якого постійно домагається її. Степанида передає свої знання Олені й помирає, з того часу сільські мешканці прозивають відьмою Олену.
На одному зі свят Олена знайомиться з чиновником райкому Віктором Сергійовичем, який виявляється її земляком. Між ними спалахує кохання, але Віктор Сергійович одружений з жінкою, яка походить з впливової родини, має доньку і не може бути поряд з Оленою. Через неможливість бути разом Віктор Сергійович накладає на себе руки, а в прощальному листі вибачається перед Оленою й просить, щоб вона приходила до нього «на побачення».
За кілька років Івана забирають до війська. У цей час з'являється Люба, яка хоче повернути сина, котрого вона покинула в молодості. Жінка хоче купити любов Івана грішми, машиною, квартирою, тому Олена хвилюється, що може втратити дитину, заради якої страждала все своє життя. Люба їде до військової частини в Крим, де служить Іван, розповідає йому свою «правду» й пропонує виїхати з нею до Томська, однак хлопець відмовляється від її пропозиції. Юнак приходить у відпустку до матері Олени й дарує їй троянди, привезені з Криму.

## Персонажі
- Олена Миколаївна Самойлюк — головна героїня твору.
- Люба (Любов Карпенко) — подруга Олени.
- Іван — син Люби, якого ростить Олена та її батьки.
- Марійка — донька Олени і Володимира.
- Наталка — матір Олени.
- Микола — батько Олени.
- Андрій — перше кохання Олени, реальний батько Івана.
- Володимир Аркадійович Мельниченко — кореспондент, чоловік Олени.
- Віктор Сергійович — коханий Олени, працює в райкомі у відділі агітації.
- Данило Павлович — голова колгоспу в Олениному рідному селі.
- Тит Феодосійович — головний агроном колгоспу в Олениному рідному селі.
- Анастасія Гнатівна — комендантка гуртожитку.
- Степанида (Партизанка) — сільська знахарка.
- Дуня — матір Люби.

## Особливості
1. Твір має наполовину автобіографічний характер. Наприклад, у Валентини Мастєрової, як і в головної героїні, теж є донька Марія, яка народилася 4 серпня. А образ знахарки Партизанки був змальований з бабиної подруги Ганни, яка жила за 4 км від села через ліс та не раз шептала Валентину. «Коли мені було 17 років, мати мене привела до неї. Баба Ганна якось сказала: „Ця дитина або перевершить мене, або дуже страждатиме, якщо я не передам їй силу“. У ніч смерті мене звала. Якщо і дана мені природна сила, я не реалізувала її і не вчилася тому. Крім „Отче нашу“ і „Богородиці“ нічого не знаю», — зізналася письменниця.[1]
2. У творі часто критикується радянська влада, яка не дає змоги розвиватися українському селу (так, у творі описано правду про п'ятирічки, партійні плани; погрози, корупцію райкомівських чиновників).
3. Валентина Мастєрова згадує також і про Народних Рух, який доклав чимало зусиль для знищення радянського тоталітарного режиму та проголошення незалежності України.
4. Стаття журналіста «Польова царівна» у романі — алюзія на твір «Хіба ревуть воли, як ясла повні?» Панаса Мирного та Івана Білика.
5. Твір було номіновано на Шевченківську премію 2007 року.
6. На зйомки фільму за романом земляки письменниці самостійно зібрали 4 тисячі гривень, авторка вирішила передати їх на лікування хворому на лейкемію Станіслава Ушка.

## Відгуки на твір
Письменник Олександр Сизоненко:

Наша література поповнилася справжнім твором — глибоко народним, високохудожнім, без викрутасів-прибамбасів. Роман Валентини Мастєрової подарує вам гіркий смак життя, у якому пізнаєте навколишню дійсність, що бере нас за горлянку — особливо в селах. Але возрадує вас правдивістю вчинків і подій, яскравістю й переконливістю людських доль і характерів, майстерними діалогами — теж вихопленими з живого життя.

Письменниця Олена Печорна:

«Суча дочка» — це історія про те, якою цнотливо-чистою може бути жіноча душа. Цей роман будуть читати різні покоління. […] А ще… українці заслуговують, щоб ця історія колись «ожила» на екранах вітчизняних кінотеатрів. Наше — це рідне, тож час пізнавати себе.

Письменник, журналіст Михась Ткач:

…в цілому роман — високохудожній. Я б сказав більше — після Шевченкової «Катерини» такого яскраво-драматичного жіночого образу в українській літературі XX століття треба пошукати. […] «Суча дочка» є одним з кращих творів […], які я прочитав останнім часом. Роман написаний в традиційній манері. Техніка оповіді проста, стисла, без застосування пародійності i гротеску, які притаманні постмодерністському стилю, опоетизована i хвилююча.

## Видання
- Мастєрова В. Суча дочка: роман / Валентина Мастєрова. — Чернігів: Черніг.обереги, 2003. — 208 с..
- Мастєрова В. Суча дочка: роман / Валентина Мастєрова ; передм. О. Сизоненка. — Харків: Книжковий Клуб «Клуб Сімейного Дозвілля», 2015. — 240 с.